# أتون بافيد جوب
أتون بافيد جوب (بالفرنسية: Paved Job Atton) (ولد في 2 مارس 2000 في ساحل العاج) لاعب كرة قدم عاجي يجيد اللعب في مركز الجناح الأيسر وأيضا الجناح الأيمن والمهاجم. يلعب حاليا لصالح نفط البصرة العراقي منذ 18 فبراير 2024.

## المسيرة الرياضية

### الأندية
في 18 فبراير 2024 انتقل جوب من الحد البحريني إلى نفط البصرة العراقي في صفقة انتقال حر.